# Штерн, Грета

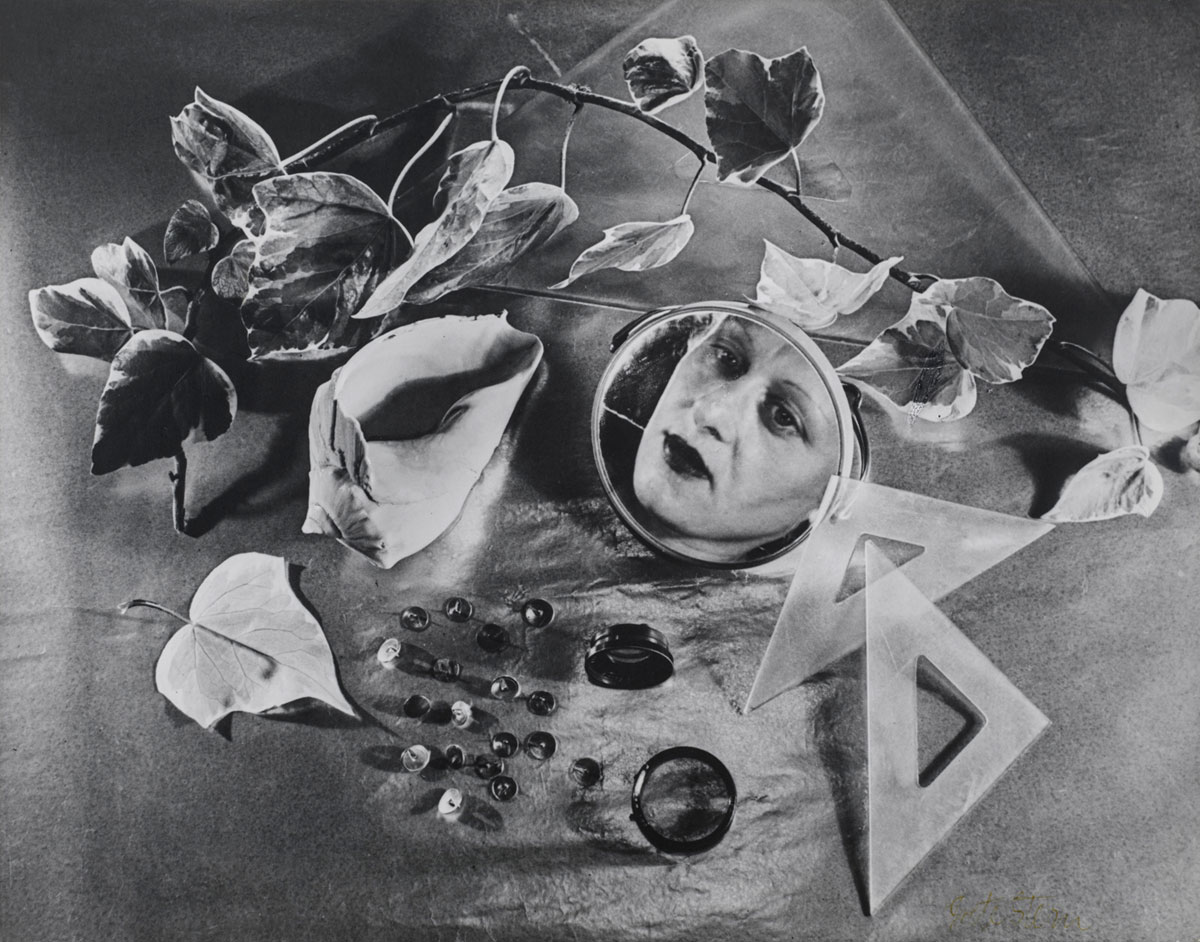
Грета Штерн. Автопортрет, 1943

Гре́та Штерн (нем. Grete Stern; 9 мая 1904, Эльберфельд — 24 декабря 1999, Буэнос-Айрес) — немецкий и аргентинский фотограф. Работала в стиле сюрреализма.

## Биография и творчество: годы в Германии
В 1923—1925 годах изучала искусство графики в Штутгарте. В 1925—1926 годах работала в рекламе (Вупперталь, Берлин). По совету Умбо в 1927 году обратилась к изучению фотографии в частной студии Вальтера Петерханса в Берлине. В 1929 году вместе с подругой, Эллен Ауэрбах, открыла студию рисунка и фотографии ringl+pit, в 1933 году подруги получили Международную премию в Брюсселе. Два семестра работала в Баухаусе. В 1933 году эмигрировала от нацизма в Великобританию. В 1935 году вышла замуж за аргентинского фотографа Орасио Копполу, с которым познакомилась в Баухаусе, в 1936 году уехала с ним и новорожденной дочерью в Буэнос-Айрес.

## Аргентинский период жизни

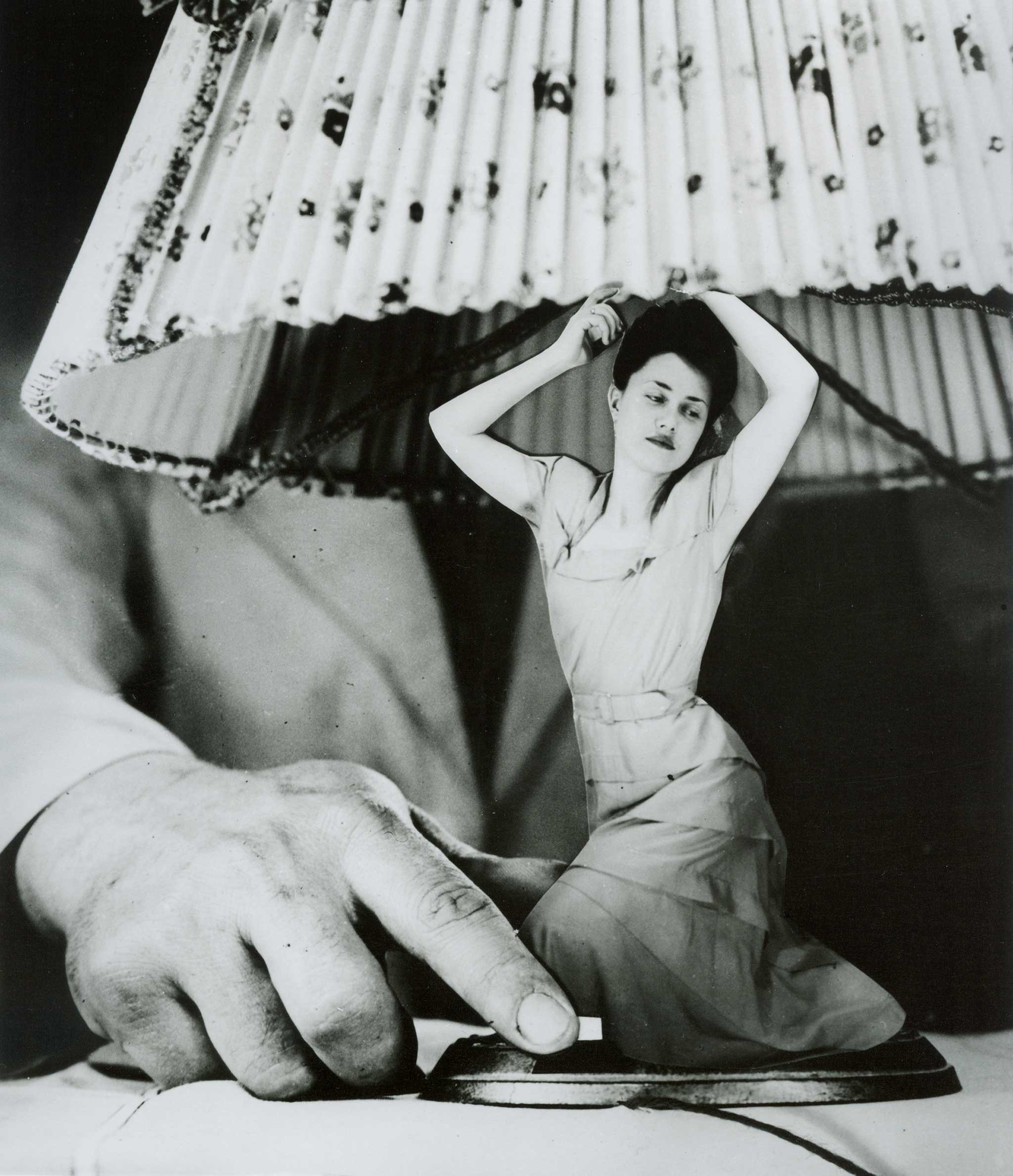
Грета Штерн. Электроприборы для дома, 1950 год

В 1937 году открыла вместе с мужем студию фотографии и рекламы, через год студия закрылась за отсутствием спроса на рекламу. В 1943 году состоялась первая персональная выставка работ Греты Штерн, в том же году супруги разошлись. В 1948 году Штерн приняла участие в проекте инвентаризации памятников Буэнос-Айреса, сделав более 1500 снимков аргентинской столицы середины XX в. В 1948-1952 годах по предложению социолога Джино Джермани — итальянца по происхождению, также бежавшего от фашизма, — стала работать для популярного женского журнала Idilio, иллюстрируя материалы раздела «Психоанализ вам поможет» и создавая картины снов, описания которых присылали в журнал читательницы. Так родилась серия её сюрреалистических, проникнутых иронией фотоколлажей Сны, куда вошли около 150 работ, принесших Штерн наибольшую известность. Кроме того, получили признание её портреты Брехта, Борхеса, Пабло Неруды и других.
В 1958 году получила аргентинское гражданство. Заведовала отделом фотографии Национального художественного музея Аргентины (1956-1979), в 1959-1960 годах преподавала фотоискусство в университете. В 1975 году, впервые после эмиграции, участвовала в выставке в Берлине, в 1978 году — в Мюнхене. В 1981 году большая ретроспективная экспозиция работ Греты Штерн была представлена в Буэнос-Айресе.
После 1980 года из-за ухудшившегося зрения, больше не снимала.